# Três Arroios
Três Arroios is een gemeente in de Braziliaanse deelstaat Rio Grande do Sul. De gemeente telt 3.079 inwoners (schatting 2009).

## Geboren
- Osvino José Both (1938), aartsbisschop